# پرایم (نوشیدنی)
پرایم (به انگلیسی: Prime) مجموعه‌ای از نوشیدنی‌های ورزشی، ترکیبات نوشیدنی، و نوشیدنی‌های انرژی‌زا است که توسط لوگان پاول و کی اس ای ایجاد و به بازار عرضه می‌شود. این نوشیدنی توسط لوگان پاول و کی‌اس‌آی یوتیوبر تبلیغ می‌شود. اعلام و عرضه این محصول در سال ۲۰۲۲ با یک هیاهوی رسانه‌های اجتماعی مرتبط با این شخصیت‌های رسانه اجتماعی همراه شد که در مجموع ده‌ها میلیون دنبال‌کننده دارند. همچنین از طریق قراردادهای حامی ورزشی اصلی ترویج شد.

## محصولات

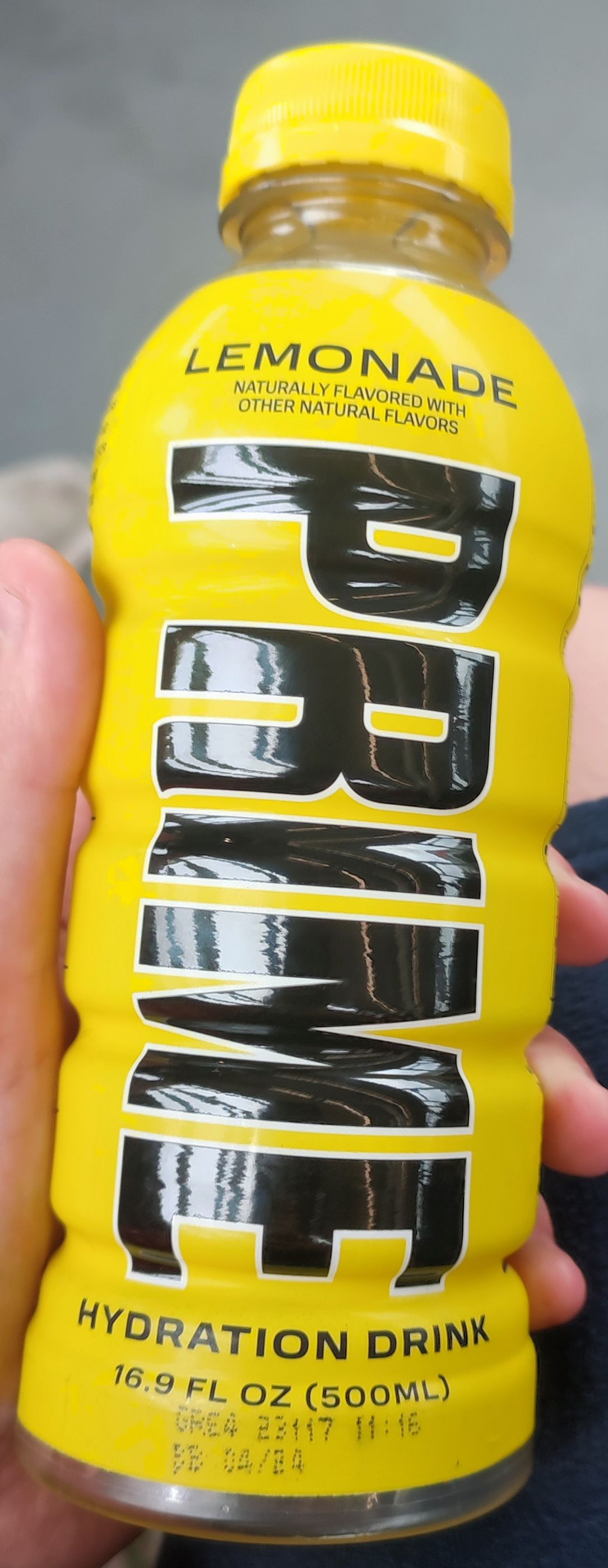
طعم لیموناد

پرایم هایدریشن وابسته به کانگو برندز است که متعلق به بازرگانان آمریکایی مکس کلمنز و تری استایگر است. در بریتانیا، در اصل از ایالات متحده ارسال شد و اکنون توسط رفرسکو تولید می‌شود.
برچسب‌گذاری پرایم روی نوشیدنی‌های ورزشی، نوشیدنی‌های انرژی‌زا، و مخلوط‌های نوشیدنی استفاده می‌شود. نوشیدنی‌های ورزشی که توسط سازنده به عنوان "نوشیدنی‌های آبرسان" توصیف شده است، ۱۰ درصد از آب نارگیل تشکیل شده و حاوی الکترولیت، ویتامین ب و آمینواسید شاخه‌دار است. سازندگان بیان می‌کنند که این نسخه از محصول فاقد شکر یا کافئین افزوده است و در هر بطری حدود ۲۰ کالری دارد. مانند بسیاری دیگر از نوشیدنی‌های بدون قند، با اسسولفام پتاسیم و سوکرالوز شیرین می‌شود. طعم‌های نوشیدنی ورزشی عبارتند از تمشک آبی، انگور، آیس پاپ، لیمو، متا مون، پرتقال، هندوانه توت فرنگی و پانچ استوایی. این نوشیدنی انرژی‌زا که در سال ۲۰۲۳ عرضه شد، حاوی ۲۰۰ میلی‌گرم کافئین است. طعم‌های نوشیدنی انرژی‌زا عبارتند از تمشک آبی، لیمو، انبه نارنجی، هندوانه توت فرنگی و پانچ استوایی.

## تبلیغات

### تبلیغ رسانه‌های اجتماعی
در ۴ ژانویه ۲۰۲۲، یوتیوبرها و اینفلوئنسرها لوگان پاول آمریکایی و کی‌اس‌آی بریتانیایی—مجموعاً با بیش از ۴۰ میلیون دنبال‌کننده در یوتیوب—در یک فید زنده اینستاگرام اعلام کردند که یک شرکت نوشیدنی جدید به نام پرایم هایدریشن تأسیس کرده‌اند. مشارکت آن‌ها منجر به تبلیغات رسانه‌های اجتماعی در مورد محصول شد، که تقاضای کودکان در سن مدرسه را به دنبال داشت. بر اساس ایونینگ استاندارد، افزایش تقاضا باعث قیمت‌های بالا در میان فروشندگان آنلاین شد، از جمله فهرست ای‌بی که دوازده بطری را به قیمت ۴۰۰ پوند ارائه می‌کند. اسکای نیوز گزارش داد که انتشار این نوشیدنی باعث ایجاد "صحنه‌های آشفته" در سوپرمارکت‌های آسدا و آلدی در بریتانیا شد. مقاله‌ای در روزنامه فایننشال تایمز روایت یک معلم لندنی را نقل می‌کرد که چگونه کودکانی که فقط از بطری‌های پرایم پر از آب استفاده می‌کردند، «به جایگاه بالاتری در میان همسالان خود رسیدند».

### حامی مالی
پرایم اسپانسر ماشین شماره ۱۳ تیمی هیل برای پیست نسکار بود. در ژوئیه ۲۰۲۲، باشگاه لیگ برتری آرسنال قرارداد بازاریابی مشترکی را با این شرکت اعلام کرد و پرایم تبدیل به عرضه‌کننده رسمی نوشیدنی‌های ورزشی برای باشگاه شد.  آن‌ها در بیانیه رسمی خود گفتند که این بدان معناست که "به استعدادها و فوتبالیست‌هایی دسترسی دارند که در برخی از بازاریابی‌های خود از آن‌ها استفاده می‌کنند".
در ژانویه ۲۰۲۳، یواف‌سی توافقنامه بازاریابی مشترکی را با این شرکت اعلام کرد و پرایم تبدیل به عرضه‌کننده رسمی نوشیدنی‌های ورزشی برای شرکت تبلیغاتی هنرهای رزمی ترکیبی شد.  در فوریه ۲۰۲۳، پرایم در یک آگهی تجاری سوپر بول ۵۷ تبلیغ شد. در آوریل ۲۰۲۳، لس آنجلس داجرز قرارداد بازاریابی مشترکی را با این شرکت اعلام کرد و پرایم تبدیل به عرضه‌کننده رسمی نوشیدنی ورزشی برای تیم بیسبال شد.
در شو  اسمکداون ۸ مارس ۲۰۲۴،لوگان پاول اعلام کرد نوشیدنی پرایم اسپانسر کمپانی WWE شده است و از پرمیوم لایو ایونت  رسلمنیا 40 و در شو یا پرمیوم لایو ایونتی،لوگو نوشیدنی پرایم به عنوان اسپانسر در وسط رینگ WWE حضور خواهد داشت.این بزرگترین قرارداد اسپانسرینگ تاریخ WWE است

## بازخورد
گوردون رمزی این نوشیدنی را در رادیو هارت بررسی کرد و آن را به عنوان "مانند قورت دادن عطر" توصیف کرد و به آن ۰/۱۰ داد. بوکسور کریس یوبنک جونیور نیز این نوشیدنی را امتحان کرد و گفت: "بسیار شیرین است، منظورم این است که می‌گوید طعم طبیعی دارد. طعم بدی ندارد، اما طعم طبیعی نوشیدنی نیست".

## ممنوعیت در مدارس استرالیا
چندین مدرسه استرالیایی نوشیدنی‌های انرژی‌زای پرایم را ممنوع کرده‌اند، زیرا این نوشیدنی‌ها به دلیل سطح بالای کافئین آن برای دانش‌آموزان یک خطر است. ای‌بی‌سی نیوز اشاره کرد که محدودیت قانونی استانداردهای غذایی استرالیا نیوزیلند برای کافئین ۳۲ میلی گرم در هر ۱۰۰ میلی لیتر است، در حالی که پرایم حاوی حدود ۵۶ میلی گرم در هر ۱۰۰ میلی لیتر است. یک متخصص تغذیه ورزشی که این نوشیدنی را یک "ماده اعتیادآور" توصیف کرد، ادامه داد که "دادن یک دوز کافئین به کودکان خردسالی که … رشد عملکرد شناختی دارند، ایده عاقلانه‌ای نیست". ای‌بی‌سی اشاره کرد که این نوشیدنی که در فروشگاه‌های وولورث به فروش می‌رسد، حاوی یک سلب مسئولیت است که بیان می‌کرد این نوشیدنی "برای کودکان زیر ۱۵ سال، زنان باردار یا شیرده مناسب نیست و فقط باید تحت نظارت پزشکی یا رژیم غذایی استفاده شود".